# Arto Paasilinna
Arto Paasilinna (20. dubna 1942 Kittilä – 15. října 2018, Espoo) byl finský spisovatel, autor humoristických románů a bývalý novinář. Jedná se o jednoho z nejúspěšnějších finských autorů píšících romány a pouze jako jeden z mála finských spisovatelů se jeho díla stala populární i v zahraničí. Paasilinnova díla byla celkem přeložena do 27 jazyků a doposud se prodalo více než sedm milionů knih. Říká se, že právě díky Paasilinnově tvorbě „se podařilo zvýšit zájem o finskou literaturu na dnešní úroveň.“
Nejslavnějším Paasilinnovým dílem je román Zajícův rok (jäniksen vuosi), který se stal bestsellerem ve Finsku a ve Francii, byl přeložen do 18 jazyků, získal tři ocenění na mezinárodní úrovni a byl dokonce i dvakrát zfilmován. První film pod stejnojmenným názvem byl natočen ve Finsku v roce 1977 pod vedením Rista Jarvy. Druhý film se jménem Le Lièvre de Vatanen pochází z roku 2006 a natočil jej francouzský režisér Marc Rivière.
Paasilinnovi bratři Erno Paasilinna, Reino Paasilinna a Mauri Paasilinna jsou taktéž spisovateli.

## Biografie
Arto Paasilinna se narodil 20. dubna 1942 v Alakylä nacházející se v obci Kittilä v Laponsku za severním polárním kruhem ve Finsku. Paasilinnovými rodiči byli Väinö Paasilinna (1902 – 1950, Väinö se původně narodil jako Gullstén, avšak kvůli rodinnému konfliktu z roku 1934 si nechal své příjmení změnit) a Hilda-Maria Paasilinna (1908 – 1983, narozená jako Niva). Rodiče měli sedm dětí – pět synů a dvě dcery, z nichž se velká část v budoucnu proslavila. Erno Paasilinna (1935–2000) byl novinář a spisovatel, který za sbírku esejů Yksinäisyys ja uhma (Samota a vzdor) získal několik literárních cen. Reino Paasilinna (* 1939) byl mezi lety 1996 a 2009 poslancem Evropského parlamentu. Mauri Paasilinna (*1947) je také spisovatelem a pracuje ve státní správě. Sirpa Paasilinna-Schlagenwarth je Paasilinova sestra, která se věnuje malířství.
V říjnu 2009 prodělal mozkovou mrtvici, částečně ztratil paměť a od dubna 2010 žil v domě s pečovatelskou službou. Zde také v roce 2018 zemřel.

### Kariéra spisovatele
Předtím, než se Paasilinna stal spisovatelem na plný úvazek, tak pracoval jako žurnalista v novinách Nuoren Voiman, Nuori Voima-lehti a dále přispíval do dalších novin, ve kterých zároveň zastával funkci redaktora. V týdeníku Apu zpočátku pracoval jako redaktor (1968 – 1970) a poté začal pro tento časopis psát i sloupky. Ve svých 33 letech roku 1975 si uvědomil, že jeho stávající práce mu připadá „stále více povrchní a k ničemu“, načež ve svém životě začal hledat nějakou určitou změnu. Onou změnou se mu ještě toho léta stává psaní jeho dodnes nejčtenějšího románu Zajícův rok, kvůli kterému musel prodat svoji loď. Kniha se ještě roku 1975 okamžitě dočkala nebývalého úspěchu a pomohla mu stát se nezávislým spisovatelem. V roce 1977 podepsal smlouvu s mediální společností Sanoma. I po úspěchu své knihy i nadále přispíval do novin žurnalistickými články a byl autorem rubrik pro finské rádio.
Až do roku 2009 vydával téměř každý rok jednu knížku (kromě roků 1973, 1978 a 2002), přičemž dohromady vytvořil 12 děl z odvětví populárně naučné literatury a 35 románů. Jeho vydavatel se o tom vyjádřil, jako že „Paasilinnův pravidelný přísun nových knih je pro Finsko stejně tak součástí podzimu, jako je tomu, když začíná opadávat březové listí.“ Paasilinna je „nepřetržitě překládán do stále nových jazyků,“ a 18 z jeho knih bylo přeloženo do minimálně 27 jazyků. Nezahrneme-li do výběru knihy přeložené do skandinávských jazyků, pak bylo přeloženo 17 knih do italštiny, 16 do němčiny, 11 do francouzštiny, 9 do slovinštiny, 6 do nizozemštiny, 5 do španělštiny, 4 do korejštiny, 2 do angličtiny, ukrajinštiny a katalánštiny. Paasilinnova díla jsou finskými novinami Helsingin Sanomat popisována jako „ta nejjasnější z hvězd na hvězdném nebi finské přeložené literatury.“ Nakladatelství WSOY, které vydává jeho díla, taktéž uvedlo, že právě úspěch jeho knih je tím „správným nástrojem, který zvýšil zájem o finskou literaturu ve světě.“
Paasilinna ve svých knihách zobrazuje běžný život ve Finsku na venkově, který čtenáři většinou představuje z pohledu prostých mužů ve středních letech. Děj bývá vyprávěn v poněkud svižném tempu s lehce nadnesených humoristickým stylem, kvůli čemuž jsou jeho díla někdy označována jako pikareskní dobrodružné romány, ve kterých se nacházejí četné satirické narážky na moderní způsob života. Některé z jeho knih jsou označovány za moderní bajky. K těmto pracím se řadí například kniha Zajícův rok, ve které hlavní postava Vatanen nejprve dá výpověď v novinářství a následně začíná v pustinách a divokých lesích hledat skutečný život a životní hodnoty, aby se vyrovnal s naprosto prázdným a zbytečným konzumním životem v moderní společnosti. Na jeho cestách jej doprovází zajíc, kterého zachránil a pomohl mu plně se vyléčit, přičemž si Vatanen začíná uvědomovat, jak byl se svým bývalým životem ve městě vlastně nespokojený.
V roce 1974 je vydána další Paasilinnova kniha Paratiisisaaren Vangit (Vězni rajského ostrova (Prisoners of the Paradise Island)). Tato kniha vypráví příběh ztroskotaného letadla na misi pro Chartu Spojených národů, které havaruje na odlehlých ostrovech v Indonésii. Mezi pasažéry letadla se nachází finští dřevorubci a další lesní dělníci, švédské porodní asistentky, norští ošetřovatelé a samozřejmě i anglicky mluvící posádka letadla. Stejně tak jako v románu Zajícův rok, tak i zde je vypravěčem novinář. Právě díky velké různorodosti vybraných jazyků (finština, švédština, norština a angličtina) si zde Paasilinna vytvořil perfektní podklad pro to, aby si mohl pořádně rýpnout do problémů typu jazykové nadřazenosti a národních stereotypů. Čerství trosečníci si na ostrově vybudovali společnost, která nepoužívá peníze, a své jediné příjmy získávají ve formě šálku alkoholu, který je zde pálen v pralesní kavárně, a získávají jej za odvedenou práci v kolektivu. Dokonce zde začíná vyrůstat klinika plánování rodiny, která ostatním zdarma nabízí nitroděložní tělíska. Postupem času však zjistí, že nejsou na ostrově sami, a nakonec se rozhodnou dojít pro pomoc.
Arto Paasilinna je zmíněn v šestém vydání Slovníku finských spisovatelů (Suomalaisia Nykykirjailijoita) vytvořeném literárním kritikem Pekka Tarkka v roce 2000.
K Paasilinnovým šedesátinám vydal roku 2002 novinář Eino Leino biografii, kterou pojmenoval „Lentojätkä. Aarto Paasilinnan elämä“ (anglicky „The Flight Dude“). Ještě téhož roku vydal Paasilinna svoji vlastní biografii nazvanou Yhdeksän unelmaa („Sen devíti nocí" ("Nine Night's Dream")).
Paasilinnovy romány Lentävä kirvesmies a Rovasti Huuskosen petomainen miespalvelija byly vydány i jako grafické romány, které vytvořil kreslíř Hannu Lukkirinen.
V roce 2006 Paasilinna navštívil Podzimní knižní veletrh v Havlíčkově Brodě, kam jej pozvala ředitelka veletrhu, překladatelka z finštiny a bývalá kulturní atašé v Helsinkách Markéta Hejkalová.

## České překlady

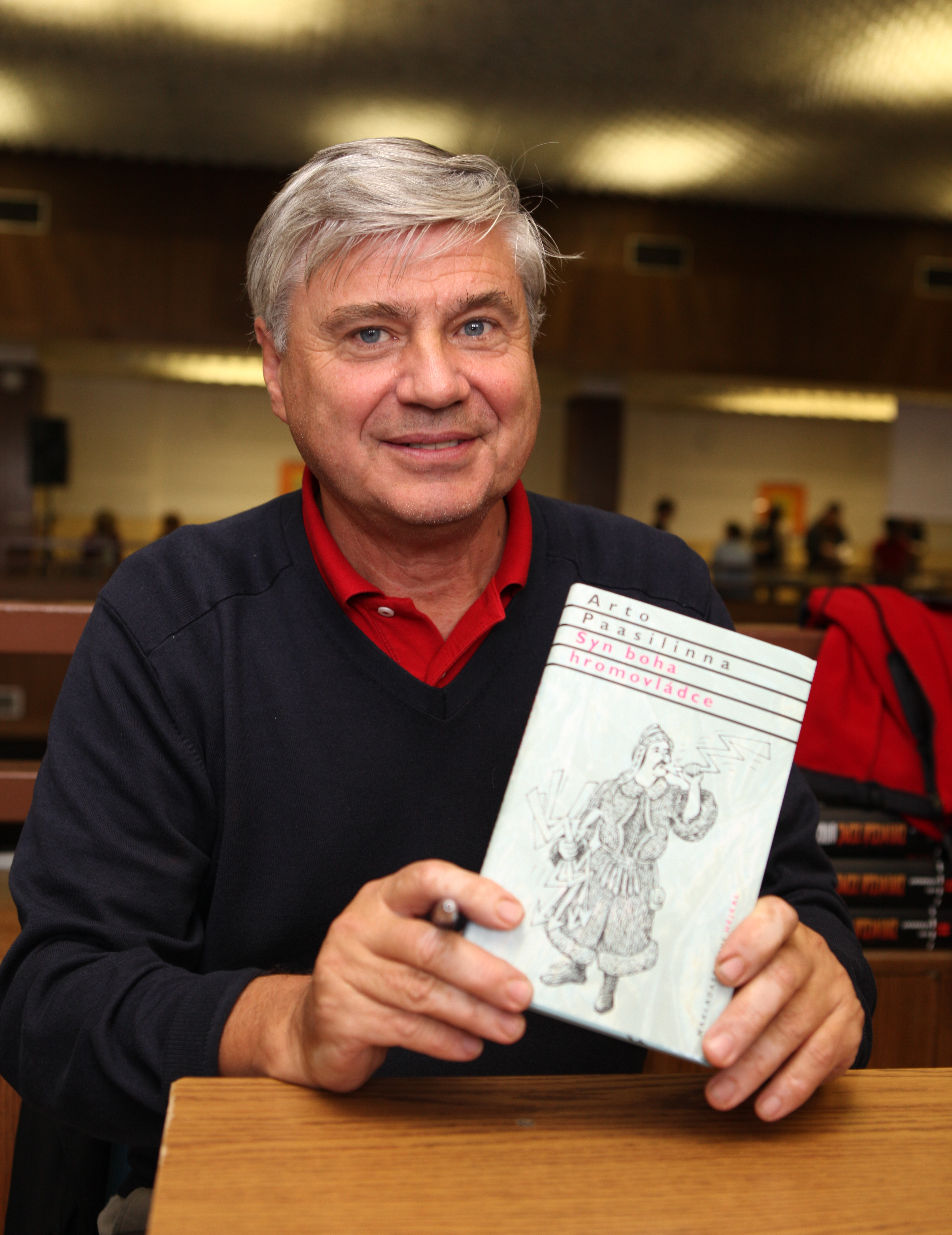
Ilustrátor Jiří Slíva s jednou z řady Paasilinnových knih, které doprovodil kresbami

- Zajícův rok (Jäniksen vuosi, 1975, česky 2004 v překladu Jana Petra Velkoborského, ISBN 80-86026-27-2) Redaktor Vatanen po srážce auta se zajícem opustí svou práci i manželku a vydává se na cestu po Finsku. Ve společnosti zraněného zvířete hledá svobodu a nový smysl života mimo civilizaci.
- Stará dáma vaří jed (Suloinen myrkynkeittäjä, 1988, česky 2005, v překladu Markéty Hejkalové, ISBN 80-86026-30-2) Téměř osmdesátiletá žena se rozhodne bránit proti vydírání vlastním synovcem. Promění se z oběti v odhodlanou bojovnici a zvolí netradiční formu odporu – vaření jedu.
- Chlupatý sluha pana faráře (Rovasti Huuskosen petomainen miespalvelija, 1995, česky 2005 v překladu Vladimíra Piskoře, ISBN 80-86026-34-5). Luteránskému faráři Huuskonenovi se život obrátí naruby poté, co dostane od farníků medvěda. Pokouší se ho civilizovat, čelí konfliktům s církví i manželkou a s medvědem se vydává na dobrodružnou cestu. Kniha satiricky komentuje církev, společnost i finské zvláštnosti.
- Les oběšených lišek (Hirtettyjen kettujen metsä, 1983, česky 2006 v překladu Jana Petra Velkoborského, ISBN 80-86026-36-1) Román o třech uprchlících, kteří se setkají v opuštěné chatě v laponské divočině. Vzniká mezi nimi neobvyklé spojenectví, které naruší vnější hrozby. Kniha tematizuje útěk před civilizací a soužití s přírodou.
- Autobus sebevrahů (Hurmaava joukkoitsemurha, 1990, česky 2006 v překladu Vladimíra Piskoře, ISBN 80-86026-42-6). Skupina nešťastných mužů a žen z Finska se autobusem vydává na nejsevernější evropský mys, kde chce spáchat hromadnou sebevraždu skokem ze skály do oceánu. Tento konec ovšem stále odkládají a postupně se dostanou až na nejjižnější mys Evropy. Humorně se popisují osudy jednotlivých účastníků výpravy.
- Vlčí léto laponského mlynáře (Ulvova mylläri, 1981, česky 2007 v překladu Jana Petra Velkoborského, ISBN 978-80-86026-53-4). Mlynář Gunnar Huttunen žije na laponském venkově po druhé světové válce. Je považován za podivína a umístěn v psychiatrické léčebně, ze které se mu podaří uprchnout a prožívá léto v divočině.
- Krátká paměť pana rady (Elämä lyhyt, Rytkönen pitkä, 1991, česky 2009 v překladu Vladimíra Piskoře, ISBN 978-80-86026-74-9). Příběh starého muže trpícím ztrátou paměti, který se s pomocí taxikáře vydává na bláznivou cestu napříč Finskem. Příběh kombinuje absurdní situace s vážnými tématy, jako je stárnutí, důstojnost a svoboda člověka.
- Syn boha hromovládce (Ukkosenjumalan Poika, 1984, česky 2009 v překladu Jana Petra Velkoborského, ISBN 978-80-86026-80-0) Mladý boží syn Rutja je vyslán mezi lidi, aby obnovil slávu starého finského náboženství. Příběh sleduje jeho střet s moderním světem a nabízí satirický pohled na současnou společnost.
- Prostopášný modlitební mlýnek (Rietas rukousmylly, 2007, česky 2010 v překladu Markéty Hejkalové, ISBN 978-80-86026-95-4) Vynálezci Kall Homaneni a jeho přítel Lauri Lonkonen se s patentem univerzálního modlitebního mlýnku vydávají na dobrodružnou cestu světem – od Baltského moře přes Indii, Čínu, Tibet až po Českou republiku.
- Šťastný muž (Onnellinen mies, 1976, česky 2012 v překladu Vladimíra Piskoře, ISBN 978-80-86026-78-7)[12] Stavební inženýr Jaatinen se v malé finské obci vzepře místní elitě, bojuje proti korupci a zároveň usiluje o spokojený život se dvěma ženami.
- Živý na vlastním pohřbu. (Elävänä omissa hautajaisissa) Havlíčkův Brod: Hejkal, 2014. 136 s. ISBN 978-80-86026-93-0. Artti Tukkijänkä se rozhodne uspořádat vlastní pohřeb zaživa, aby měl jistotu důstojného rozloučení. Příběh sleduje jeho životní dráhu a zároveň nabízí satirický pohled na finskou společnost 20. století.
- Komu není shůry dáno, dlouho duchem nebude. (Herranen aika) Havlíčkův Brod: Hejkal, 2015. 168 s. ISBN 978-80-86026-70-1. Mladý novinář po smrti jako duch získává schopnost číst myšlenky živých a prožívá řadu groteskních dobrodružství.
- Nejdelší chobot ve Finsku. (Suomalainen kärsäkirja) Havlíčkův Brod: Hejkal, 2016. 192 s. ISBN 978-80-86026-79-4. Slonice Emilka se po zákazu cirkusových vystoupení stává nechtěným uprchlíkem ve Finsku. Její krotitelka hledá řešení situace a při putování finskou krajinou potkává různé lidi ochotné pomoci,
- Chraň nás Pánbůh před Finem. (Auta armias) Havlíčkův Brod: Hejkal, 2018. 216 s. ISBN 978-80-86026-97-8. Finský jeřábník Pirjeri Ryynänen se stane dočasným náhradním Bohem a svými neobvyklými plány narušuje nebeský řád.